# Маму (Валча)
Маму (рум. Mamu) насеље је у Румунији у округу Валча у општини Мадулари-Беика. Oпштина се налази на надморској висини од 248 m.

## Становништво
Према подацима из 2002. године у насељу је живело 88 становника, од којих су сви румунске националности.